# Usines Center
Usines Center est un centre commercial outlet situé dans la zone industrielle Paris Nord 2 à Gonesse. À son ouverture en 1985, il était le premier centre de marques outlet créé en France, caractérisé par sa forme en chapiteau et est aujourd'hui le seul Usines Center restant dans l'Hexagone.
Il est situé côté de l’aéroport international Charles de Gaules et possède un accès direct depuis l’autoroute A1.
Le 8 janvier 2014, après 6 mois de travaux sans fermeture, Usines Center devient Usines Center Paris Outlet,, un centre modernisé et complètement remodelé, toujours basé sur le principe « Outlet » (magasin d’usine).

## Enseignes
Le centre commercial compte plus de 100 boutiques dans les secteurs des vêtements, des chaussures, de l'équipement de la maison, de l'optique, ainsi que deux restaurants.